# Корен-Беной (Курчалоевский район)
Корен-Беной (чечен. Коьран-Бена («гнездо ястреба»)) — село в Курчалоевском районе Чеченской Республики. Входит в состав Хиди-Хуторского сельского поселения.

## География
Село расположено на левом берегу реки Гумс, в 17 км к юго-востоку от районного центра — Курчалой и в 55 км к юго-востоку от города Грозный.
Ближайшие населённые пункты: на севере — село Хиди-Хутор, на северо-востоке — сёла Бельты и Ялхой-Мохк, на востоке — село Малые Шуани, на юге — село Эникали, на юго-востоке — село Ачерешки и на западе — село Регита.

## История

### Корен-Бенойское средневековое поселение
Расположено в 1 км к северо-востоку от села Курен-Беной на самой возвышенной части, проходящей здесь гряды.
Первые археологические исследования данного поселения были проведены в конце XIX века.
На основе керамического материала В. Б. Виноградов датирует Корен-бенойское поселение последними веками раннего средневековья, а именно ІХ-ХІІІ вв.

## Население
| 1990 | 2002 | 2010 |
| ---- | ---- | ---- |
| 279  | ↘149 | ↗413 |